# Турн-и-Таксис, Карл Ансельм
Карл Ансельм фон Турн-и-Таксис (нем. Karl Anselm von Thurn und Taxis; 2 июня 1733 или 2 января 1733, Франкфурт-на-Майне — 13 ноября 1805, Винцер, Нижняя Бавария) — 4-й князь Турн-и-Таксис. После смерти отца 17 марта 1773 года занял должность генерал-почтмейстера императорской почты.

## Биография
Карл Ансельм — сын Александра Фердинанда Турн-и-Таксиса и Софии Кристианы Луизы Бранденбург-Байрейтской. 3 сентября 1753 года в Штутгарте он женился на кузине Августе Елизавете Вюртембергской, дочери герцога Карла Александра Вюртембергского и Марии Августы Турн-и-Таксис. У супругов до 1772 года родилось восемь детей. Августа Елизавета несколько раз пыталась убить мужа, и в январе 1776 года Карл Ансельм в конце концов сослал её во дворец Тругенхофен под Дишингеном, где она содержалась под арестом. В суд на супругу Карл Ансельм не обращался. После смерти супруги 4 июня 1787 году Карл Ансельм в том же году вступил в морганатический брак с Елизаветой Гильдебранд фон Трайн.
В 1786 князь Карл Ансельм приобрёл швабское графство Фридберг-Шер, потратив на него все доходы почты. Император Иосиф II повысил статус графства до княжества. После вступления французских войск владения Турн-и-Таксисов в Австрийских Нидерландах в 1794 году были конфискованы. С продвижением французов Турн-и-Таксисы потеряли все свои владения на левом берегу Рейна. В качестве компенсации Карл Ансельм Турн-и-Таксис в 1803 году получил в результате медиатизации другие швабские земли: имперский город Бухау, женский монастырь Бухау, имперское аббатство Мархталь и Нересхайм, амт Острах и несколько деревень, и таким образом княжеское графство Фридберг-Шер под именем имперское княжество Бухау располагало достаточно целостной территорией.
В 1790 году почта, переданная императором Турн-и-Таксисам в качестве феода, достигла самых больших размеров. Турн-и-Таксисы также получили в аренду почту Австрийских Нидерландов и Тироля. В результате революционных войн и завоеваний Наполеона Карл Ансельм Турн-и-Таксис терял всё больше почтовых округов и тем самым лишался важных источников дохода. Люневильский мир от 9 февраля 1801 года подтвердил утрату всех имперских почтовых линий на левом берегу Рейна. В мае 1802 года Пруссия получила в качестве компенсации за левобережные территории правый берег Рейна, где ввела собственную почту. При сыне Карла Ансельма Карле Александре было учреждено частное почтовое предприятие Турн-и-Таксисов.

## Потомки
- Мария Терезия (1757—1776), замужем за князем Крафтом Эрнстом I Эттинген-Валлерштейнским (1748—1802)
- София Фридерика (1758—1800), замужем за князем Иеронимом Винцентом Радзивиллом (1759—1786), затем за неким Казановским, затем за графом Остророгом
- Франц Иоганн Непомук (1759—1760)
- Генрика Каролина (1762—1784), замужем за Иоганном Алоисом II Эттинген-Шпильбергским (1758—1797)
- Александр Карл (1763—1763)
- Фридерика Доротея (1764—1764)
- Карл Александр (1770—1827), женат на герцогине Терезе Мекленбургской (1773—1839)
- Фридрих Иоганн (1772—1805)